# Nowe Czajki
Nowe Czajki (niem. Neu Czayken, w latach 1933–1945 Neu Kiwitten) – wieś w Polsce położona w województwie warmińsko-mazurskim, w powiecie szczycieńskim, w gminie Świętajno.
W latach 1975–1998 miejscowość administracyjnie należała do województwa olsztyńskiego.